# Hoerner Bank
Pour les articles homonymes, voir Hoerner.

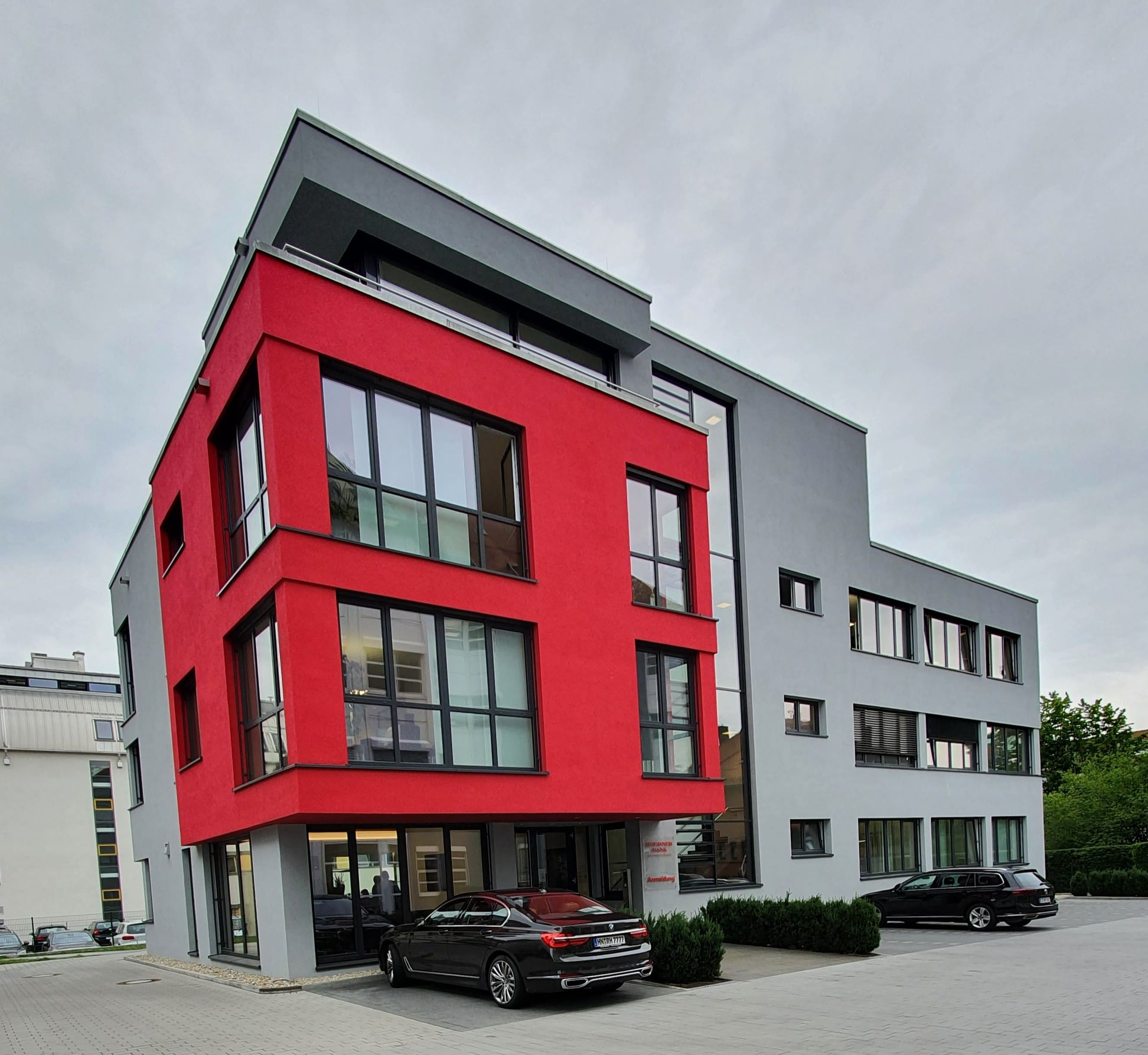

Hoerner Bank AG est une banque privée allemande fondée en 1849 et basée à Heilbronn (Bade-Wurtemberg ). Outre la gestion d'actifs et la banque privée, elle se spécialise dans la gestion des affaires de succession internationales. En 2021, WirtschaftsWoche a reconnu la banque comme l'un des meilleurs gestionnaires d'actifs en Allemagne pour la troisième fois consécutive.

## Histoire
Fondée en 1849 en tant qu'agence pour les émigrants en Amérique, elle devint la Amerikanisches Bankgeschäft Eugen Hoerner & Carl Laiblin en 1903, qui devint plus tard la Eugen Hoerner GmbH Spezialbankgeschäft zur Erhebung von Erbschaften in Amerika et fut inscrite au registre du commerce en 1934. En 1996, la banque a changé sa forme juridique de GmbH (société à responsabilité limitée) en société anonyme .
La licence bancaire complète existante a été utilisée de manière plus intensive depuis 1996 et des conseils en investissement et en actifs ainsi que la gestion d'actifs ont été proposés. Différentes filiales ont été créées à cet effet la même année.

## Structure de l'enterprise
Actuellement, la Hoerner Bank AG compte 102 employés au total. La banque est membre de l' Association fédérale des banques allemandes et de l'assurance des dépôts pour le secteur de la banque privée. Outre son siège social à Heilbronn, l'entreprise dispose de bureaux de représentation à Berlin, Hambourg et Munich.
La société comprend les filiales Hoerner Immobilien GmbH et Hoerner Polska, basée à Varsovie.

## Domaine d'activité
L'offre comprend la gestion  d' actifs, les investissements, la planification financière, patrimoniale et successorale , l'assurance, la prévoyance vieillesse et l' identification internationale des héritiers ainsi que la gestion de la succession. La banque est représentée sur le marché au niveau régional avec ses services bancaires classiques (banque régionale).
Une spécialité est la gestion des affaires de succession internationales. Hoerner Bank AG est l'un des enquêteurs héritiers les plus importants et les plus anciens d'Allemagne et l'un des trois leaders du marché mondial dans le traitement des affaires de succession internationales. Les divisions se composent de 60 collaborateurs et d'un grand nombre de correspondants internationaux supplémentaires. Ces pôles d'activités s'appuient sur l'agence pour les émigrants fondée avant 1849 et l'activité bancaire spécialisée pour la collecte des héritages américains.